# Замок Остерштайн (Гера)
Замок Остерштайн (нем. Schloss Osterstein) — резиденция князей Рейсс на горе Хайнберг над районом Унтермхаус города Гера. Во время Второй мировой войны замок был разрушен в результате воздушного налета.

## История и описание
Замок Остерштайн — расположенный в районе Унтермхаус (нем. Untermhaus) города Гера, на горе Хайнберг (нем. Hainberg) — являлся резиденцией младшей линии аристократического рода Ройсс. Укреплённый жилой дом стоял на этом месте с XII/XIII веков, а фрагмент замка, относящийся к середине XIII века, возможно, сохранился. Дискуссионным является вопрос о том, как использовался замок в тот период: традиционная точка зрения состоит в том, что правители региона проживали в старом городе Геры, а Остерштайн использовался как дополнительная резиденция; в 2012 году Кристина Мюллер впервые высказала иную точку зрения. В 1550 году прервалась линия старых правителей Геры и область вокруг города стала управляться представителями дома Ройсс. В 1560-х годах замок Остерштайн был перестроен в ренессансном стиле, а в 1581 году виттенбергский профессор Петрус Альбинус (1543—1598) впервые упомянул название «Остерштайн». С 1863 года Остерштайн стал резиденцией рода Ройсс (Рейсс): так 1 марта 1908 года в замке был заключён брак между болгарским царем Фердинандом I и Элеонорой Рейсс-Кёстрицской; здесь прошла только протестантская церемония, поскольку двумя днями ранее пара уже заключила брак по католическому обряду. Во время Первой мировой войны, 24 апреля 1917 года, в Остерштайне состоялась последняя княжеская свадьба.
После падения монархии в Германской империи, в 1918 году, княжеская семья Ройсс использовала замок в качестве своей резиденции до 1945 года. Во время самой масштабной бомбардировки Геры, 6 апреля 1945 года, замок был значительно разрушен и сгорел полностью. Руины множества строений вокруг замка не восстанавливались: восстановлен была только бергфрид, получивший свой нынешний конический купол. В рамках проекта по восстановлению ГДР («NAW»), остатки замка были окончательно уничтожены 9 декабря 1962 года: по состоянию на начало XXI века от замка сохранился бергфрид, «волчий мост» 1857 года, а также — руины нескольких хозяйственных построек. В замке был открыт ресторан «Terrassencafé Osterstein», популярный у местных жителей и туристов как смотровая площадка.